# 17. arrondissement i Paris
Det 17. arrondissement i Paris er et af byens tyve arrondissementer, og det ligger på Seinens højre flodbred i den nordvestlige bydel. Det afgrænses mod vest af Neuilly-sur-Seine og Levallois-Perret, mod syd af det 16. og det 8. arrondissement, mod øst af det 18. arrondissement og mod nord af Clichy-la-Garenne og Saint-Ouen.
Arrondissementet krydses eller berøres af metrolinjerne      og   samt af RER-linjerne  og , såvel som af et stort antal busruter.
Arrondissementets borgmester er for tiden (2008) Brigitte Kuster fra Union pour un mouvement populaire.

## Historie

### Kendte personer
- Prosper Môquet (1897 – 1986) var deputeret fra det 17. arrondissement fra den 3. maj 1936 til den 21. januar 1940.
- Guy Môquet (1924 – 1941) var søn af Prosper Môquet, boede i rue Baron og blev elev på Carnot gymnasiet. En gade og en metrostation bærer hans navn.
- Louis Audin
- Nicolas Sarkozy boede i rue Fortuny i sin ungdom.
- Paul Taffanel, der var fløjtespiller og grundlægger af den franske fløjtenistskole, boede sammen med sin hustru, Geneviève Deslignières, på avenue Gourgaud fra 1877 til deres død i henholdsvis 1908 og 1942.
- Mamadou Sakho, fodboldspiller, er født i arrondissementet[1]

## Befolkningsforhold
Ved folketællingen i 1999 havde arrondissementet 160.860 indbyggere på 566,95 ha, dvs. 28.374 indb./km².
| År (folketælling)    | Befolkning | Befolkningstæthed (indb. pr. km²) |
| -------------------- | ---------- | --------------------------------- |
| 1954 (højeste antal) | 231 987    | 40 922                            |
| 1962                 | 227 687    | 40 164                            |
| 1968                 | 210 299    | 37 096                            |
| 1975                 | 186 293    | 32 862                            |
| 1982                 | 169 513    | 29 902                            |
| 1990                 | 161 935    | 28 565                            |
| 1999                 | 161 138    | 28 375                            |

Det 17. arrondissement har 45.297 husstande på 1 person, 22.112 på 2 personer, 8.683 på 3 personer, 6.195 på 4 personer, 2.510 på 5 personer og 997 på 6 eller flere personer.
For tiden (2008) er der 114 personer, der er ældre end 100 år, fordelt på 90 kvinder og 24 mænd.
Det 17. arrondissement, som ligger mellem de borgerlige kvarterer mod vest og de folkelige kvarterer mod nord, har en meget blandet befolkningssammensætning og kan skematisk opdeles i tre zoner:
- en folkelig zone nord for avenue de Clichy: Epinettes-kvarteret;
- en blandet zone mellem avenue de Clichy mod nord og rue de Tocqueville mod syd, som især tiltrækker unge par: Batignolles-kvarteret;
- en zone med store, haussmann'ske lejligheder vest for rue de Tocqueville har en sammensætning, der er tæt på den i naboarrondissementet, det 16.: Plaine Monceau- og Ternes-kvartererne.

### Bykvarterer
Arrondissementet er delt i fire bykvarterer:
- Ternes (65)
- Plaine-de-Monceaux (66)
- Batignolles (67)
- Épinettes (68)

## Økonomi

### Markeder
I arrondissementet findes der 6 gademarkeder:
| Navn                              | Adresse                      |
| --------------------------------- | ---------------------------- |
| Marché aux fleurs Ternes          | place des Ternes             |
| Marché biologique des Batignolles | 34 boulevard des Batignolles |
| Marché Navier                     | rue Navier                   |
| Marché couvert des Ternes         | 8 bis rue Lebon              |
| Marché Berthier                   | Boulevard de Reims           |
| Marché couvert Batignolles        | 96 bis rue Lemercier         |